# Sociedad Deportiva Indautxu
La Sociedad Deportiva Indautxu es un club de fútbol de España, de la ciudad de Bilbao, en Vizcaya. Fue fundado en 1924 y juega en la División de Honor de Vizcaya.

## Historia
El club fue fundado en mayo de 1924 como Sociedad Deportiva Indautxu,
Debutó ena Segunda División de España la temporada 1955-56, año en que Telmo Zarra jugó en el club. Actualmente es uno de los clubes más importantes de Vizcaya en equipos de fútbol base.

## Uniforme
- Uniforme titular: camiseta roja, pantalón azul y medias rojas.

## Datos del club
- Temporadas en Primera División: 0.
- Temporadas en Segunda División: 13.
- Temporadas en Segunda División B: 0.
- Temporadas en Tercera División: 18.
- Mejor puesto en la liga: 3º (Segunda División, temporadas 1956-57 y 1958-59).
- Peor puesto en la liga: 19.º (Segunda División, temporada 1968-69).

## Palmarés
- Campeonato de España de Aficionados (1): 1945
- Subcampeón del Campeonato de España de Aficionados (4): 1942, 1947, 1948, 1949